# Deens taalpurisme
Deens taalpurisme (Deens: sprogrensning) is het sociolinguïstische fenomeen van taalzuivering in het Deens.

## Middeleeuwen
De eerste Deense leenwoorden zijn in de middeleeuwen geleend uit het Latijn en het Grieks. Woorden als kirke ‘kerk’, mur ‘muur’ of vin ‘wijn’ zijn volledig aangepast aan het Deense klanksysteem en hebben een pendant in alle Germaanse talen. Enkele van de courante Latijnse en Griekse leenwoorden zijn echter niet doorgedrongen tot de Noord-Germaanse talen. Zo zijn de oude erfwoorden ost ‘kaas’ en smør ‘boter’ in het Deens bijvoorbeeld niet verdrongen door de Latijnse leenwoorden caseus en butyrum.
De eerste grote instroom van leenwoorden in het Deens komt uit het Nederduits. In de hoge middeleeuwen waren de grote handelscentra van Noord-Europa verbonden in de Hanze en als voertaal van de Hanze heeft het Nederduits een enorme invloed gehad op de Scandinavische talen.
Uit het Nederduits zijn alledaagse woorden ontleend als begynde ‘beginnen’, betale ‘betalen’ of herre ‘heer’. Ook verschillende affixen zijn afkomstig uit het Nederduits. Zo waren werkwoorden met een voorvoegsel onbekend in de Noord-Germaanse talen. Via het Nederduits is dit woordvormingsprocedé doorgedrongen in Scandinavië. Het Deens kent thans werkwoorden als beholde ‘behouden’, betænke ‘bedenken’ of bevare ‘bewaren’, evenals forbyde ‘verbieden’, fortælle ‘vertellen’ of forveksle ‘verwisselen’. Ook de achtervoegsels in zelfstandige naamwoorden als godhed ‘goedheid’ selskab ‘gezelschap’ en veninde ‘vriendin’ zijn oorspronkelijk ontleend aan het Nederduits. De Nederduitse woorden in het Deens zijn ook allemaal volledig ingeburgerd en worden niet meer als vreemd aangevoeld.
De Nederduitse invloed op de Scandinavische talen boette pas aan belang in, toen in de tweede helft van de 16e eeuw het Hoogduits ook in het noordelijke deel van Duitsland de cultuurtaal werd. Vanaf die tijd nam het Hoogduits de rol over van het Nederduits; vanwege de grotere taalkundige verschillen met het Deens, werd in verhouding echter minder aan het Hoogduits ontleend.

## Barok

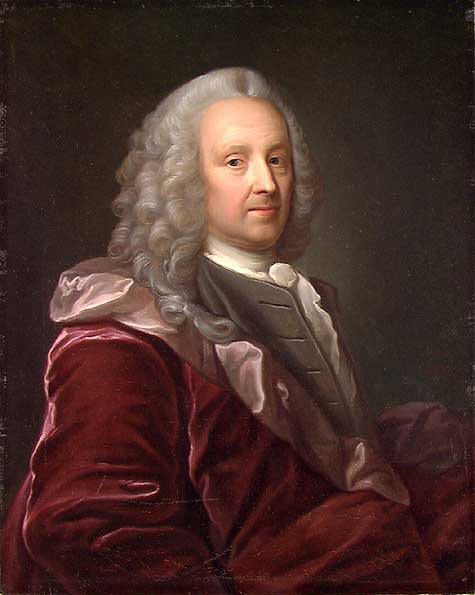
Ludvig Holberg

Bovendien nam ook de invloed van het Frans en het Latijn toe. De Romaanse taalelementen werden als vreemd ervaren en in de eerste helft van de 18e eeuw rees in Denemarken voor het eerst verzet tegen een toename van exogene taalelementen.
Er zijn al aanzetten tot taalzuivering te vinden in de werken van de bekende toneelschrijver Ludvig Holberg. Hij nam weliswaar een positief standpunt in ten opzichte van vreemde invloeden en zijn toneelstukken wemelden vaak van de Franse leenwoorden, maar niettemin verving hij bij het reviseren van zijn werken dikwijls de Franse woorden door zuiver Deense equivalenten.
De filosofen Andreas Johansen Lundhoff en Frederik Christian Eilschov waren de eerste echte Deense taalpuristen. Door het verdeensen van hun wijsgerige terminologie hoopten ze de ideeën van de verlichting ingang te doen vinden bij een breder publiek. De invloedrijkste Deense taalpuristische schrijver van die tijd was echter Jens Schielderup Sneedorff. Hij staat vooral bekend als auteur van het tijdschrift Den patriotiske Tilskuer (1761-1763), waarin hij een eenvoudige zinsbouw hanteerde en zo weinig mogelijk Romaanse leenwoorden gebruikte. Veel van zijn nieuwvormingen leven vandaag nog voort in het Deens.
De Deense taalzuivering is dus een product van het Duitse verlichtingsideaal. Dikwijls zijn Deense purismen dan ook ingegeven door Duitse voorbeelden. Neologismen als fordom ‘vooroordeel’, genstand ‘voorwerp’ of sædelære ‘zedenleer’ zijn in feite klakkeloze vertalingen van de Duitse woorden Vorurteil, Gegenstand en Sittenlehre.

## Romantiek

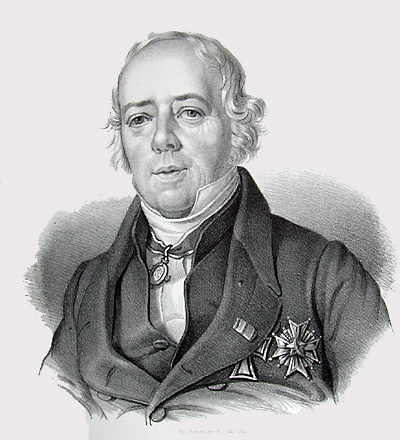
Hans Christian Ørsted

Ook in het begin van de 19e eeuw gingen taalkundigen en wetenschappers door met het creëren van een zuiver Deense vakterminologie. Van grote betekenis was de natuurkundige Hans Christian Ørsted. Hij formuleerde in 1814 een rits principes voor de scheppen van nieuwe Deense woorden. Hij verkoos korte eenlettergrepige woorden tegenover lange beschrijvingen. Zo slaagde hij erin om de oudere taalpurismen surstof ‘zuurstof’ en vandstof ‘waterstof’ door ilt en brint te vervangen.
Niet alle 19e-eeuwse taalpurismen hebben ingang gevonden in de standaardtaal. Zo hebben de bedenksels van de historicus Hannibal Peter Selmer het niet allemaal gehaald; heden zijn nieuwvormingen als lyssnille ‘genie’, meldetegnsilstav ‘telegram’ en pinding ‘sigaar’ misschien kunstig om te zien, maar geen Deen die ze ooit in de omgangstaal heeft gebruikt.
De 19e eeuw was bovendien ook de tijd van het scandinavisme. Veel Deense taalzuiveraars poogden hun taal van Duitse invloeden te zuiveren en dikwijls werd getracht om oude Zweedse erfwoorden, waarvan de Deense tegenhangers waren vervangen door Duitse woorden, terug in te voeren in het Deens. Tevergeefs werden pogingen ondernomen om Zweedse woorden als brist ‘tekort’ of ånge ‘damp’ in het Deens over te nemen ter vervanging van de aan de Duits ontleende woorden mangel en damp.

## 20e eeuw
Thans is er van taalpurisme in Denemarken vrijwel geen sprake meer. Wel zijn er in de eerste helft van de 20e eeuw nog pogingen ondernomen om het Deens dichter bij het Zweeds te doen aanleunen. Zo kwam er vooral in het interbellum en tijdens de Tweede Wereldoorlog alweer verzet tegen de Duitse leenwoorden. Er werd getracht om lang ingeburgerde woorden als aften ‘avond’, bange ‘bang’ of brække ‘breken’ door de op het Zweeds gebaseerde woorden kvæld, ræd en bryde te vervangen.
In 1955 werd de Dansk sprognævn opgericht. Dit instituut heeft zich nooit echt met taalpurisme beziggehouden. Typerend is wel dat in het verleden bij het bedenken van nieuwe termen vaak in overleg werd gegaan met Zweedse en Noorse taalinstituten.
Na de Tweede Wereldoorlog is het Engels in Denemarken de belangrijkste bron van nieuwe leenwoorden geworden. Van alle Scandinavische talen staat het Deens het meest open voor Engelse invloed. Ook in het Deens worden regelmatig nog nieuwvormingen bedacht ter vervanging van Engelse leenwoorden. Zo zijn onder meer hjemmeside ‘openingspagina’ en netsted ‘weblocatie’ gevormd; een woord als hjemmeside is onderwijl min of meer doorgedrongen in de omgangstaal maar het neologisme netsted is een papieren bedenksel gebleven. De Denen huldigen  het principe van laissez-faire wanneer het aankomt op de acceptatie van leenwoorden.